# Liber feudorum maior
El Liber feudorum maior (originalment Liber domini regis) és un cartulari obra de Ramon de Caldes que recull els documents referents als dominis de la casa comtal de Barcelona i la resta de cases comtals que s'integraren en ella. Fou recopilat vers el 1192 pel rei n'Alfons el Cast i es conserva a l'Arxiu de la Corona d'Aragó. En el període comprès entre el 1170 i 1195 es recopilaren els Usatici Barchinonae, el Liber Feudorum maior i la Gesta Comitum Barchinonensium, conjunt que ha estat denominat com els tres monuments de la identitat política catalana.

## Concepció

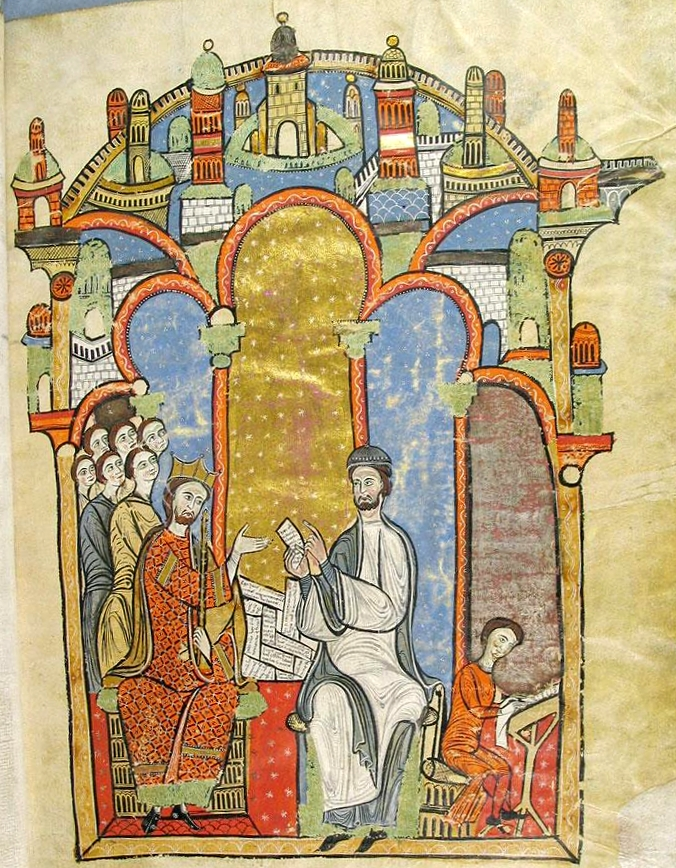
Una de les il·lustracions del Liber feudorum maior que representa al rei Alfons II d'Aragó el Cast i al compilador Ramon de Caldes

El rei Alfons el Cast n'encarregà la compilació a Ramon de Caldes (jurista), jurista i degà de l'església de Barcelona (1161-1199) amb la intenció de senyorejar el país, fraccionat i sovint usurpat pels senyors feudals.

## Contingut
Conté aliances, vendes, testaments, comandes de castells i sagraments d'homenatge. Es componia de dos volums que compilaven un total de 888 folis i prop d'un miler de documents, els més antics dels quals del segle ix.

## Primeres referències a "Catalunya" i "català"
El Liber feudorum maior és el document més antic conegut que té variacions del noms "català" i "Catalunya". Hi apareix un Geral de Cataluign, un Raimundi Catalan i dos Arnal Catalan.

## Estat actual
Després de moltes mutilacions, tan sols en queden 88 folis amb 183 escriptures, amb els quals es formà un sol volum que recull les restes dels dos originals. La cal·ligrafia és del tipus franc i destaca per contenir 79 miniatures. Francesc Miquel i Rosell en publicà modernament (1945-1947) el text basant-se en l'índex del segle xiv, fet que li permeté reconstruir el contingut del cartulari original, i afegint-hi les escriptures conservades en l'Arxiu de la Corona d'Aragó, totalitzant un global de 902 documents i la reproducció de nombroses miniatures.